# Bistum Rawson
Das in Argentinien gelegene Bistum Rawson (spanisch Diócesis de Rawson) ist ein römisch-katholisches Bistum mit Sitz in Rawson im Süden Argentiniens.

## Geschichte
Papst Franziskus errichtete das Bistum Rawson am 19. Oktober 2023 aus Gebietsabtretungen des Bistums Comodoro Rivadavia und unterstellte es dem Erzbistum Bahía Blanca als Suffraganbistum. Zum ersten Diözesanbischof ernannte er den bisherigen Weihbischof in Comodoro Rivadavia, Roberto Álvarez.

## Territorium
Das Bistum umfasst die in der Provinz Chubut liegenden Departamentos Rawson, Biedma, Gaimán, Florentino Ameghino, Mártires, Telsen und Gastre.